# 旁蒙古语族
旁蒙古语族是拟议的蒙古语系下的已灭绝语族，包含几种历史上有记载的已灭绝语言，如契丹语和吐谷浑语等。

## 语言

基于时间线的蒙古语族与旁蒙古语族图示

匈奴语、东胡与乌桓的语言可能属于旁蒙古语族，鲜卑语、拓跋语和契丹语可能也是。由于鲜卑语和拓跋语的现存资料非常稀少，只能假设它们可能存在发生关系。契丹语虽然有丰富的证据，但大多是用契丹大字和契丹小字写的，尚未完全破译。不过，从现有证据来看，与蒙古语系的关系是可能的。

### 拓跋语
亚历山大·沃文 (2007)认为已灭绝的拓跋语属于蒙古语系，但Chen (2005)则认为属于突厥语系。
Shimunek将拓跋语、吐谷浑语和契丹语都归为“鲜卑”语（即旁蒙古语族）。

### 柔然语
亚历山大·沃文 (2018)认为，柔然的柔然语也属于蒙古语系，与中古蒙古语接近但不相同。

### 契丹语
杨虎嫩 (2006)将契丹语划入“旁蒙古语系”，这是说契丹语和蒙古语系构成姐妹群。亚历山大·沃文 (2017)也发现了几可能从朝鲜语系借入契丹语的词汇。

### 吐谷浑语
沃文 (2015)将已灭绝的吐谷浑语划入旁蒙古语族。

## 内部分类
Shimunek (2017)提出了“鲜卑–乌桓语系”，是蒙古语系的姐妹分支，在他的分类中它们共同构成鲜卑–蒙古语系。
- 鲜卑–蒙古语系
  - 蒙古语系
  - 鲜卑–乌桓语系（= 杨虎嫩“旁蒙古语族”）
    - 烏桓/烏丸语
    - 鲜卑语
      - 乞伏（*kʰɨrbuwk）
      - 段部鲜卑（ *dɔr̃）
      - 拓跋语
      - 吐谷浑语（慕容部）
      - 契丹语组（宇文部）
        - 古契丹语
        - 奚（*ɣay）
        - 室韋（*širwi/*širβi < *serbi 鮮卑）

## 书目
- Andrews, Peter A.  1. Melisende. 1999. ISBN 1-901764-03-6.
- Janhunen, Juha. . Janhunen, J.  (编). . 2003a: 1–29. ISBN 9780700711338.
- Janhunen, Juha. . Janhunen, J.  (编). . 2003b: 391–402. ISBN 9780700711338.